# Arempudi
Arempudi là một thị trấn census town thuộc huyện East Godavari, bang Andhra Pradesh, Ấn Độ.